# Halinowo (Wiśniewo)
Halinowo – część wsi Wiśniewo w Polsce, położona w województwie mazowieckim, w powiecie mławskim, w gminie Wiśniewo, wchodzi w skład sołectwa Wiśniewo.
W latach 1975–1998 Halinowo należało administracyjnie do województwa ciechanowskiego.